# カンピオナート・パライバーノ
カンピオナート・パライバーノ (Campeonato Paraibano) は、ブラジル・パライバ州のサッカーリーグである。パライバ州サッカー連盟 (Federação Paraibana de Futebol, FPF) が主催する。日本ではパライバ州選手権の名称で紹介されることが多い。

## 大会方式
2017年シーズン
- ファーストステージ - 10チームによる2回総当りのリーグ戦をホーム・アンド・アウェーで行う。上位4チームがセカンドステージへ進み、下位2チームは2部へ降格する。
- セカンドステージ - ファーストステージを勝ち上がった4チームによるトーナメント方式。準決勝・決勝共にホーム・アンド・アウェーの2試合で勝敗を決する。

※ブラジルのほかの州選手権と同様に、大会方式は毎年変わり得る。

## 参加クラブ
2017年シーズン 1部
- アトレチコ（ポルトガル語版）
- アウト・エスポルテ（ポルトガル語版）
- ボタフォゴ
- カンピネンセ
- CSP（ポルトガル語版）
- インテルナシオナル（ポルトガル語版）
- パライバ（ポルトガル語版）
- セラーノ（ポルトガル語版）
- ソウザ（ポルトガル語版）
- トレーゼ

## 歴代優勝クラブ
- 1919 パルメイラス
- 1920 カボ・ブランコ
- 1921 パルメイラス
- 1922 不開催 [注 1]
- 1923 アメリカ
- 1924 カボ・ブランコ
- 1925 アメリカ
- 1926 カボ・ブランコ
- 1927 カボ・ブランコ
- 1928 パルメイラス
- 1929 カボ・ブランコ
- 1930 優勝未決定 [注 2]
- 1931 カボ・ブランコ
- 1932 カボ・ブランコ
- 1933 パルメイラス
- 1934 カボ・ブランコ
- 1935 パルメイラス
- 1936 ボタフォゴ
- 1937 ボタフォゴ
- 1938 ボタフォゴ

- 1939 アウト・エスポルテ
- 1940 トレーゼ
- 1941 トレーゼ
- 1942 アストレア
- 1943 アストレア
- 1944 ボタフォゴ
- 1945 ボタフォゴ
- 1946 フェリペイア
- 1947 ボタフォゴ
- 1948 ボタフォゴ
- 1949 ボタフォゴ
- 1950 トレーゼ
- 1951 不開催
- 1952 レッドクロス
- 1953 ボタフォゴ
- 1954 ボタフォゴ
- 1955 ボタフォゴ
- 1956 アウト・エスポルテ
- 1957 ボタフォゴ
- 1958 アウト・エスポルテ

- 1959 エストレア・ド・マル
- 1960 カンピネンセ
- 1961 カンピネンセ
- 1962 カンピネンセ
- 1963 カンピネンセ
- 1964 カンピネンセ
- 1965 カンピネンセ
- 1966 トレーゼ
- 1967 カンピネンセ
- 1968 ボタフォゴ
- 1969 ボタフォゴ
- 1970 ボタフォゴ
- 1971 カンピネンセ
- 1972 カンピネンセ
- 1973 カンピネンセ
- 1974 カンピネンセ
- 1975 ボタフォゴ / トレーゼ[注 3]
- 1976 ボタフォゴ
- 1977 ボタフォゴ
- 1978 ボタフォゴ

- 1979 カンピネンセ
- 1980 カンピネンセ
- 1981 トレーゼ
- 1982 トレーゼ
- 1983 トレーゼ
- 1984 ボタフォゴ
- 1985 優勝未決定 [注 4]
- 1986 ボタフォゴ
- 1987 アウト・エスポルテ
- 1988 ボタフォゴ
- 1989 トレーゼ
- 1990 アウト・エスポルテ
- 1991 カンピネンセ
- 1992 アウト・エスポルテ
- 1993 カンピネンセ
- 1994 ソウザ
- 1995 サンタクルス
- 1996 サンタクルス
- 1997 コンフィアンサ
- 1998 ボタフォゴ

- 1999 ボタフォゴ
- 2000 トレーゼ
- 2001 トレーゼ
- 2002 アトレチコ
- 2003 ボタフォゴ
- 2004 カンピネンセ
- 2005 トレーゼ
- 2006 トレーゼ
- 2007 ナシオナル
- 2008 カンピネンセ
- 2009 ソウザ
- 2010 トレーゼ
- 2011 トレーゼ
- 2012 カンピネンセ
- 2013 ボタフォゴ
- 2014 ボタフォゴ
- 2015 カンピネンセ
- 2016 カンピネンセ